# 이승철 (기업인)
이승철(1959년 12월 1일 ~ )은 대한민국의 기업인이다. 전국경제인연합회의 전 부회장이다. 미르재단, K스포츠재단의 자금을 모아 최순실에게 전달했다는 논란이 일고 있다.

## 학력
- 고려대학교 정경대학 경제학과 졸업
- 오하이오 주립 대학교 경제학 석사, 박사